# Gruppe Elefant
Die Gruppe Elefant wurde 1976 von Studenten der Hochschule für Musik Franz Liszt in Weimar gegründet.

## Name
Die Idee für den Namen lieferte das bekannte Weimarer Restaurant und Hotel Elephant. Unter geschäftlicher Leitung von Burkhard Lasch fand die Gründung der Band dort statt.

## Geschichte
Mitglieder der ersten Besetzung waren:
- Eva Kyselka (Gesang)
- Marion Scharf (Gesang)
- Ute Freudenberg (Gesang)
- Klaus Lass (Gesang und Gitarre)
- Herbert Wagner (Bass)
- Uli Mann (Keyboard)
- Robert Albracht (Gitarre)
- Wolfgang Atze Klawonn (Saxophon)
- Andy Schwenke (Schlagzeug)
- Peter Taudte (Schlagzeug)

Die erste Veranstaltung ging in dieser Besetzung zum Fasching 1976 in der Weimarhalle über die Bühne. Der erste Titel, der bei Amiga produziert wurde, war das Ur-ur-Lied; es folgte Drei Mädchen und eine Band. Beide Titel erschienen 1976 auf der ersten Single der Gruppe. 
Da nicht alle Mitglieder bereit waren, ihr Studium für eine Musikerkarriere aufzugeben, gab es im Laufe der Zeit viele Umbesetzungen. 1980 zog die Band nach Ost-Berlin um. Dabei wurden alle Musiker bis auf Ute Freudenberg ausgetauscht. Michael Heubach (Keyboard), Peter Piele (Schlagzeug), Werner Kunze (Gitarre), Bernd Henning (Gitarre) und Bassist Bodo Huth traten fortan als Begleitband Freudenbergs auf. Im selben Jahr feierten Ute Freudenberg und Elefant mit dem Lied Jugendliebe einen großen Erfolg. Heubach wurde 1981 durch Manfred Hennig ersetzt. 
1984 übersiedelte Freudenberg in die Bundesrepublik Deutschland. Damit bestand die Gruppe Elefant nicht mehr. Huth wechselte zu Prinzip, Henning zu Part Zwo.

## Diskografie

### Langspielplatten
- 1980: Jugendliebe (Amiga)
- 1982: Alles oder nichts (Amiga)

### Singles
- 1976: Drei Mädchen und eine Band / Ur-ur-Lied (Amiga)
- 1978: Wie weit ist es bis ans Ende der Welt / Gestern abend war’s (Amiga)
- 1980: Jugendliebe / Disco-Fieber (Amiga)
- 1981: Manchmal braucht jeder einen Freund / Alles oder nichts (Amiga)
- 1982: Und wieder wird ein Mensch geboren / Zärtlichkeit verloren (Amiga)
- 1983: Schwarze Flocken / Laß mich nicht los (Amiga)